# Homalium villarianum
Homalium villarianum är en videväxtart som beskrevs av António José Rodrigo Vidal. Homalium villarianum ingår i släktet Homalium och familjen videväxter. Inga underarter finns listade i Catalogue of Life.